# Moravský Krumlov (zámek)
Zámek Moravský Krumlov je zámek v Moravském Krumlově v okrese Znojmo v Jihomoravském kraji. Byl postaven před rokem 1240 původně jako zeměpanský hrad, přestavěn na honosnou šlechtickou zámeckou rezidenci byl v polovině 16. století. Nachází se na Zámecké ulici v severní části Moravského Krumlova a střeží západní vstup do jeho historického jádra. Zámek byl v roce 2023 zařazen mezi národní kulturní památky.

## Historie
Původní hrad byl na základě nepřímých dokladů postaven v letech 1238–1240 znojemským purkrabím Bočkem ze Zbraslavi pro krále Václava I. k ochraně staré zemské stezky ze Znojma do Brna. První potvrzená písemná zmínka pochází z května 1277, kdy moravské sídlo Chrumenaw figuruje v dodatkové mírové smlouvě, uzavřené ve Vídni mezi králi Přemyslem Otakarem II. a Rudolfem I. Habsburským. V anarchii po pádu Přemysla Otakara II. po bitvě na Moravském poli se královského hradu a rozestavěného města za ním ujímá syn zmíněného purkrabího Bočka, Gerhard z Obřan, od roku 1285 moravský podkomoří, který si nechal od mladého krále a markraběte Václava II. Krumlov zapsat do své držby. V majetku Gerhardově je hrad Krumlov bezpečně podle listiny z roku 1289.
Krumlovský hrad byl postaven na poměrně úzké šíji výrazného meandru řeky Rokytné, aby dobře chránil jeden ze dvou možných vstupů do nově založeného města na ostrohu. Za Přemysla Otakara II. byl hrad přestavěn do podoby italského kastelu, tzn. že měl čtyři nárožní věže, z nichž jihozápadní byla ve 14. století zvýšena do podoby hlavní věže hradu, později zámku. Obrana hradního areálu byla zesílena dvěma příkopy, kterými byla na západě i na východě napříč překopána šíje ostrohu. Západní příkop byl dokonce zdvojený (vnější západní příkop posloužil po roce 1772 pro dodnes používaný silniční tunel k panskému mlýnu v severním podzámčí).
Po roce 1312 přenechal král a markrabě Jan Lucemburský hrad a město pánům z Lipé, kteří patřili k nejvýznamnějším panským rodům Čech a Moravy. V roce 1368 prodal Jindřich III. z Lipé panství i s hradem pánům z Kravař. Za nich byl hrad přestavěn a rozšířen od kastelového jádra na sever, do prostoru dnešního rytířského sálu a kaple. Zároveň došlo k přeložení hlavní cesty ze středu šíje k jejímu jižnímu okraji a k výstavbě dodnes ve hmotě dochované brány na jihozápadním nároží hradního areálu. Hlavní brána hradu směrem od města vznikla již na počátku 14. století v sousedství předpokládané severovýchodní věže kastelu a je ve hmotě průjezdu z předzámčí do arkádového dvora dodnes dochována.
Po vymření pánů z Kravař v roce 1434 se hrad dostal opět do rukou pánů z Lipé, dědičných držitelů úřadu nejvyššího maršálka krále českého. Po roce 1513 byla z popudu Jana III. z Lipé zahájena ambiciózní přestavba krumlovského hradu na zámek, první ze skupiny tzv. moravských arkádových zámků. Je pravděpodobné, že podle tohoto vzoru byly stavěny další zámky, např. v Bučovicích, Rosicích, Náměšti nad Oslavou, Bohuticích, Hrubšicích atd. Datace přestavby je mezi odborníky diskutovaným tématem. Stěžejní období přestavby spadá do 60. let 16. století, kdy jej vlastnil Pertold V. z Lipé. Na arkádách je vročení 1562, které bylo potvrzeno dendrochronologickým průzkumem krovů na západním křídle zámku, a tak je pravděpodobně opravdu rokem dostavby této části arkád. Proces přestavby uzavírá výstavba honosných stájí na východním předzámčí, které datuje česky psaný nápis na portále do roku 1593.
Moravskokrumlovský zámek je výjimečný jednak tím, že arkády se na nachází na třech stranách nádvoří (severní, západní a jižní), jednak tím, že jsou umístěny ve všech patrech zámku a nejsou pozdějšími úpravami dotčeny, tzn. zaskleny jako např. zámku v Náměšti nad Oslavou. Stavitelem byl zřejmě Leonardo Garo di Bisono, italský architekt z oblasti Lugánského jezera, jehož náhrobní kámen je umístěn v kostele Všech Svatých. Rovněž jeho náhrobek je mimořádný tím, že jde o první polofigurální náhrobek v českých zemích. Stavitel je na něm zobrazen s pravítkem a kružítkem. Významnost zámku a vůbec pánů z Lipé potvrzuje také to, že na něm v roce 1537 působil světoznámý lékař Paracelsus. Éra pánů z Lipé v Moravském Krulově byla završena v roce 1622, kdy je celé panství konfiskováno císařem Ferdinandem II. na základě účasti Pertolda Bohobuda z Lipé na stavovském povstání.
Od koruny jej pak v roce 1625 odkoupili Lichtenštejnové, jmenovitě Gundakar z Lichtenštejna. Jako nejmladší ze tří bratrů založil v Moravském Krumlově tzv. malý majorát. V roce 1645 byl zámek s panstvím obsazen Švédy, kteří se usídlili přímo na zámku. Na konci 17. století byl areál předzámčí ohrazen zdí s klasicizujícími barokními portály.
Po roce 1772 byla provedena poslední výrazná přestavba zámku, tentokrát v již klasicistním stylu dle francouzského vzoru: Byla snížena hodinová věž zámku nad průjezdem z předzámčí do arkádového dvora, zcela novou, bourbonsky francouzskou podobu dostala zámecká kaple a na západním předpolí zámku byl založen anglický park.
Po roce 1908 a vymření krumlovské větve Lichtenštejnů dědí krumlovský zámek a velkostatek hrabě Ferdinand Rudolf Kinský (1866–1916) a jeho syn Rudolf Antonín (1898–1965). Ten se v roce 1938 velkou měrou zasadil o přičlenění Moravského Krumlova k Německé říši a roku 1945 mu byl zámek na základě Benešových dekretů konfiskován. Po roce 1989 získala zámek firma Zámek spol. s r. o. za symbolickou 1 Kčs. V roce 2004 v dražbě zakoupila zámek společnost Incheba Praha. 
Od roku 1963 do roku 2011 v zámku byla vystavována Slovanská epopej malíře Alfonse Muchy. Výstavní prostory ale neodpovídaly standardu pro trvalé vystavení vzácných pláten, které byly ze zámku v roce 2011 odvezeny. Byla zde i expozice lékaře Paracelsa a vlastivědného buditele MUDr. Mořice Odstrčila. 
Roku 2016 se zámek dostal opět do dražby s vyvolávací cenou 14 milionů Kč i přesto, že odhadní cena zámku byla stanovena na 21 milionů korun a na základě koupě se zámek dostal do vlastnictví města Moravský Krumlov. Rekonstrukce jižního křídla i s přilehlou věží, které byly v havarijním stavu, vyšly na 135 milionů korun. Touto rekonstrukcí a opravou, byl zámek vyřazen se seznamu ohrožených nemovitých památek ČR. Rekonstrukce ale bude postupně v další částí i hospodářských budov zámku, pokračovat. Od srpna 2021 jsou opětně vystavena zapůjčená plátna Slovanské epopeje po dobu 5 let, tj. do srpna 2026. 
V rámci rekonstrukce části zámku, jsou vlevo nově zřízeny i prostory zázemí (pokladny, informací a sociálního zařízení). Vstup do výstavních prostorů Slovanské epopeje, je z nádvoří v zadním rohu. Uvnitř jsou k dispozici skříňky na odložení osobních věcí, batohů, tašek, nebo i deštníků tak, aby návštěvníkům nic nepřekáželo při prohlídce pláten Slovanské epopeje. Nově upravené prostory, kde jsou důstojně vystavena plátna, jsou plně klimatizovány, s definovanou stálou vlhkostí a teplotou (21 °C). Toto přispívá k udržení optimálního prostředí, vystavených a příjemně nasvícených, pro 20 pláten. Pro skupiny s více než 15 návštěvníky jsou k dispozici průvodci expozicí. Od těchto se dozvíte hodně zajímavostí, které nelze získat jiným způsobem a které zvýší zážitek z prohlídky.

## Zámecký park

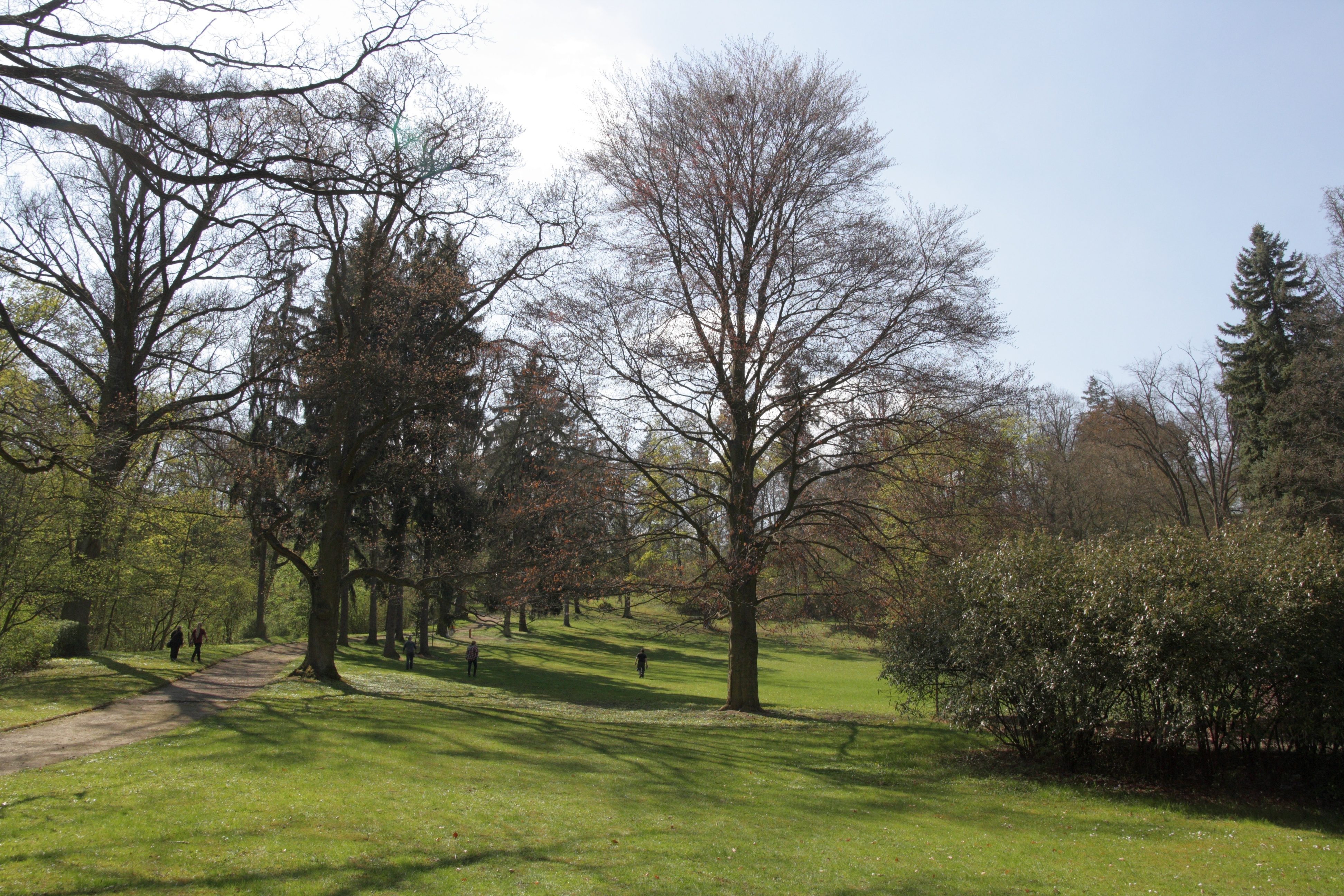
zámecký park

Zámecký park byl založen v anglickém stylu, celková rozloha parku je 12 hektarů. Leží v nadmořské výšce 249–295 m n. m. a skládá se ze čtyř částí – horního, dolního, nového parku a rokle. Dolní park byl založen kněžnou Marií Eleonorou z Lichtenštejna kolem roku 1780, kdy byl překlenut vnější západní zámecký příkop, a původní renesanční zámecká zahrada díky tomu rozšířena v jednotně krajinářsky upravený park. Jeho hlavním prostorem se stal zámecký parter s květinovými záhony (dnes zaniklý) a dálkový průhled k zámku. Ohrazen byl kolem dokola cihlovou zdí a přístupný byl přímo ze zámku portálem z arkádového nádvoří a od znojemské silnice velkou klasicistní bránou s pilíři s masivními hlavicemi.
Horní park byl součástí původního konceptu, je rovněž ohrazen cihlovou zdí (dnes z poloviny obvodu ubouranou) a od dolního parku je oddělen úvozovou cestou, tzv. Šabatkou. Prostup z dolního parku do horního zajišťovala dnes již neexistující tzv. břízová lávka, vedoucí kolmo nad Šabatkou. Horní park byl dále přístupný zděnou bránou od znojemské silnice a další zděnou bránou od silnice ivančické, "U Tří svatých", při které se dochoval morový sloup z roku 1636. Hlavními prostorami horního parku jsou přírodní amfiteátr (v nedávné době letní kino) a také rozsáhlý palouk lemovaný působivou alejí borovic. V nejvýše položené části horního parku, kde se nacházel od roku 1938 malý pevnostní objekt a kde bylo do hromadného hrobu v červnu 1945 pohřbeno 11 německých civilistů, popravených v rámci divokých poválečných excesů, byla v letech 1978–1982 vybudovaná základní škola na Ivančické ulici se školní zahradou. K jižní zdi horního parku přiléhá starý krumlovský židovský hřbitov.
Parková rokle je hranicí mezi dolním a novým parkem. Na svahu rokle byla koncem 20. let 20. století zřízena miniaturizovaná skalka imitující horskou krajinu. Nový park za roklí do svahu, v prostoru někdejších vinic, založil v roce 1910 hrabě Ferdinand Rudolf Kinský. Je ohrazen plotem s třemi bránami a dvěma brankami, z dolního parku do něj vede přes rokli zaklenutý most. Na přilehlé rovinaté části je umístěn tenisový kurt.